# Beste FReinde
Beste FReinde (Originaltitel: Frenemies) ist ein US-amerikanischer Disney Channel Original Movie aus dem Jahr 2012, der auf dem gleichnamigen Roman von Alexa Young basiert. Der Film erzählt die Geschichten von drei Paaren von Freunden, bei denen die Freundschaft zu Feindschaft wird. Regie führte Daisy von Scherler Mayer.

## Handlung
Frenemies erzählt die Geschichte drei sehr unterschiedlicher Gruppen von Freunden, die sich mit den Höhen und Tiefen der Freundschaft befassen. In allen Geschichten tauchen Avalon, Halley, Savannah oder Jake in Haupt- oder Nebenrollen auf.
Geschichte 1
Jake Logan und sein Hund Murray sind untrennbare Freunde. Als Jack seinem Hund seine neue Wissenschaftspartnerin und Schwarm Julianne vorstellt, ist der Hund von dem Mädchen nicht begeistert. Dies beruht auf Gegenseitigkeit. Deshalb versucht Julianne alles, um den Hund loszuwerden und Jake für ihr Projekt zu gewinnen, damit sie die Note 1 bekommt. Deshalb behauptet sie, dass Jake ihr neuer Freund wird, wenn er das Projekt macht. Sie stiehlt Jake sein NASA-Zertifikat und spült es die Toilette hinunter. Jake glaubt, dass es sein Hund Murray war, und jagt ihn zum Teufel. Der Hund rennt weg und wird von Savannah aufgenommen. Am nächsten Tag beginnt Jake zu befürchten, dass Murray vielleicht nicht zurückkehrt, und schafft es, Juliannes Wissenschafts-Projekt zu beenden. Er will Julianne beeindrucken und kleidet sich für die Schule besser, wird aber von Avalon und Halley niedergemacht. Auch Julianne ist nicht beeindruckt, da wird Jake klar, dass sie nur mit ihm gespielt hat. Diese Gelegenheit nutzt Savannah aus und zeigt Jake Juliannes wahres Gesicht: dass sich Savannah in Jake verguckt hat. Am Ende versöhnen sich Jake und sein Hund Murray.
Geschichte 2

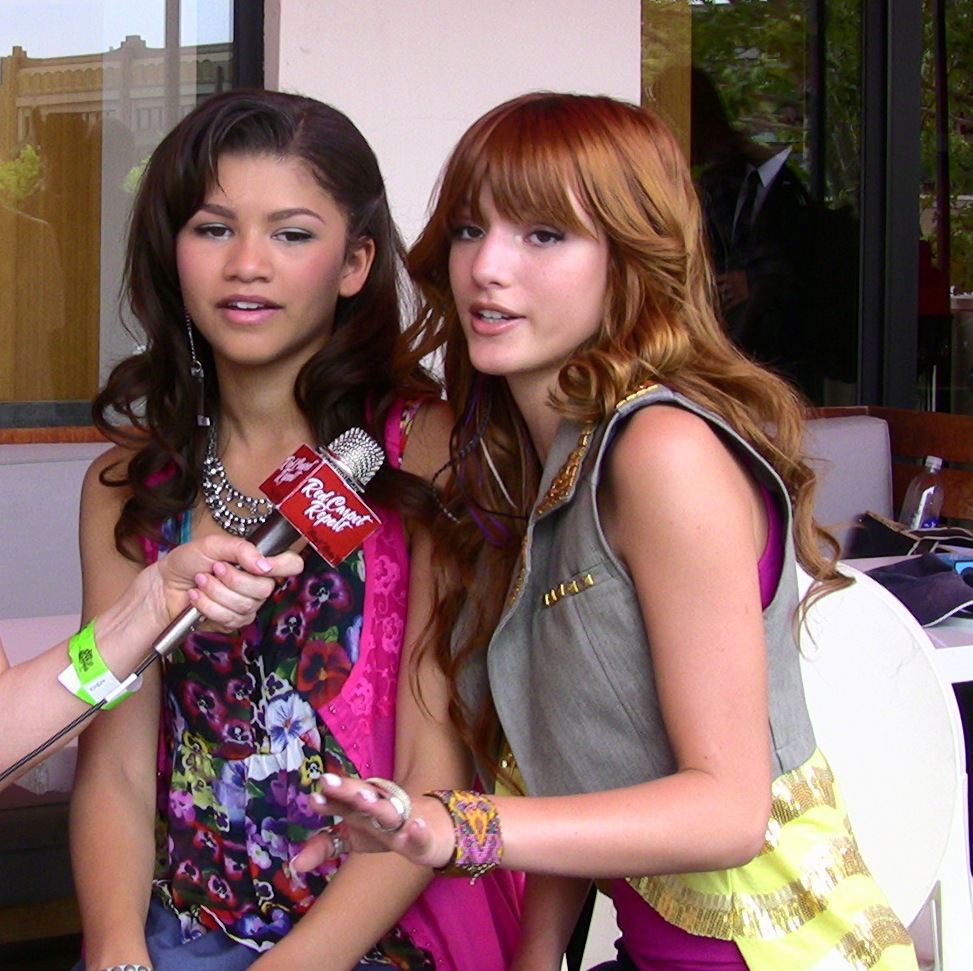
Zendaya und Bella Thorne spielen Halley bzw. Avalon

Avalon Greene und Halley Brandon sind schon immer allerbeste Freundinnen gewesen und die beliebtesten Mädchen der Schule. Als ihr Blog Geekly Chic in einer Zeitschrift erscheinen soll, wird ihre Freundschaft auf eine harte Probe gestellt. Denn die Zeitschrift will nur eine von den beiden als leitende Redakteurin behalten. Ein Kampf um die Stelle entbrannt unter den Freundinnen, denn jede glaubt, sie sei die Beste für den Job. Avalon und Halley wollen beide ein Interview mit dem Sänger Jean-Frank führen und kommen sich dabei immer wieder in die Quere. Am Ende erkennen sie, dass Freundschaft wichtiger ist als die Stelle der leitenden Redakteurin und beschließen, den Artikel sich zu teilen.
Geschichte 3
Die dritte Geschichte handelt von Savannah und Emma, die Orte des Handels zu sehen, wie ihr Leben ist. Savannah ist ein lässiges Mädchen, das Skateboard liebt und mit ihrem Vater und ihren drei Brüdern zusammenlebt. Währenddessen ist Emma ein britisches Mädchen, das auf eine private Schule geht und sich nichts sehnlicher wünscht, als ein normales Mädchen zu sein. Als Savannah und Emma sich in der Mall gegenüberstehen, beschließen sie, die Plätze für eine Woche zu tauschen, um zu sehen, wie die andere lebt. Nach einer Weile erkennen beide, dass keine von ihnen das neue Leben mag, deshalb beschließen sie, ihre Rolle wieder zurückzutauschen. Während ihrer Zeit als Emma hat sich Savannah von Emmas Freund Lance getrennt. Die beiden Mädchen werden Freunde und am Ende sind alle (Avalon, Halley, Jake, Julianne) bei Emmas (zu diesem Zeitpunkt noch Savannah) Geburtstagsparty.

## Produktion
Am 16. März 2011 gab der Disney Channel bekannt, dass der Film Frenemies als Disney Channel Original Movie produziert wird. Kurze Zeit später wurden Bella Thorne, Zendaya und Dylan Everett für wichtige Rollen gecastet. Thorne und Zendaya standen schon für die gemeinsame Serie Shake It Up – Tanzen ist alles vor der Kamera.
Die Dreharbeiten fanden vom 9. April 2011 bis zum 16. Mai 2011 in Toronto, Kanada, statt.

### Bedeutung des Filmtitels
Der Filmtitel Frenemies setzt sich aus den englischen Wörtern Friend (dt. Freund) und Enemy (dt. Feindschaft) zusammen. Er soll die Beziehung zweier Freunde darstellen, die Freunde, aber auch gleichzeitig Feinde oder Konkurrenten sind. Er kann aber auch bedeuten, dass aus einer Freundschaft eine Feindschaft oder Wettkampf werden kann.

## Ausstrahlung
Der Film feierte am 8. Januar 2012 seine Weltpremiere auf dem britischen Disney Channel, ehe er am 13. Januar 2012 auf dem US-amerikanischen Disney Channel ausgestrahlt wurde. Er wurde dort von 4,20 Millionen Zuschauern gesehen.
In Deutschland wurde der Film am 12. Mai 2012 auf dem deutschen Ableger des Disney Channels ausgestrahlt. Im deutschen Free-TV wurde der Film am 24. Februar 2013 bei RTL gezeigt. Bei seiner Free-TV-Premiere wurde der Film von 0,77 Millionen Zuschauern verfolgt, was zu 8,0 Prozent in der werberelevanten Zielgruppe führte.